# Tadeusz Banachiewicz
Tadeusz Banachiewicz (13 de febrero de 1882, Varsovia, Zarato de Polonia, Imperio ruso – 17 de noviembre de 1954, Cracovia) fue un astrónomo, matemático y geodesta polaco.

## Biografía
Estudió en la Universidad de Varsovia y su tesis versó sobre las "Constantes de reducción del heliómetro de Repsold".  En 1905, después de la clausura de la Universidad por el gobierno ruso,  se trasladó a Gotinga y en 1906 al Observatorio de Pulkowa. También trabajó en el Observatorio Enguelgardt de la Universidad de Kazán entre 1910 y 1915.
En 1919, después de que Polonia recuperó su independencia, Banachiewicz se mudó a Cracovia, siendo nombrado profesor de la Universidad Jaguelónica y director del Observatorio de Cracovia. Publicó alrededor de 180 artículos de investigación y modificó el método de determinar las órbitas parabólicas. En 1925,  inventó la teoría de los cracovianos —una clase especial de álgebra matricial para la resolución de sistemas de ecuaciones lineales— que le supuso el reconocimiento internacional. Esta teoría contribuyó a solucionar diversos problemas astronómicos, geodésicos, mecánicos y matemáticos.
En 1922 ingresó en la Academia Polaca de Artes y Ciencias (Polska Akademia Umiejętności, PAU) y de 1932 a 1938 fue vicepresidente de la Unión Astronómica Internacional. También fue el primer presidente de la Sociedad Astronómica Polaca, vicepresidente del Comité Geodésico de los Estados Bálticos y, de 1952 hasta su muerte, miembro de la Academia Polaca de Ciencias. Así mismo, fundó la revista Acta Astronomica.
Banachiewicz inventó un "cronocinematógrafo", y a lo largo de su carrera publicó más de 230 trabajos científicos.

## Reconocimientos
- Recibió títulos de doctor honoris causa por la Universidad de Varsovia, la Universidad de Poznań y la Universidad de Sofía en Bulgaria.
- El cráter lunar Banachiewicz y el asteroide del cinturón principal (1286) Banachiewicza están nombrados en su memoria.